# Иран на Светском првенству у атлетици у дворани 2012.
Иран је учествовао на Светском првенству у атлетици у дворани 2012. одржаном у Истанбулу од 9. до 11. марта. седми пут. Репрезентацију Ирана представљало је троје такмичара (2 мушкарца и 1 жена), који су се такмичили у две дисциплине.
На овом првенству представници Ирана нису освојили ниједну медаљу нити су оборили неки резултат.

## Учесници
| Мушкарци: - Реза Гасеми — 60 м - Амин Никфар — Бацање кугле | Жене: - Лејла Раџаби — Бацање кугле |  |

## Резултати

### Мушкарци
| Атлетичар   | Дисциплина   | Лични рекорд | Квалификације | Квалификације | Полуфинале | Полуфинале | Финале                | Финале       | Детаљи |
| Атлетичар   | Дисциплина   | Лични рекорд | Резултат      | Место         | Резултат   | Место      | Резултат              | Место        | Детаљи |
| ----------- | ------------ | ------------ | ------------- | ------------- | ---------- | ---------- | --------------------- | ------------ | ------ |
| Реза Гасеми | 60 м         | 6,62 НР      | 6,87 КВ       | 2. у гр. 7    | 6,79       | 6. у гр. 2 | Нису се квалификовали | 17 / 57 (60) |        |
| Амин Никфар | Бацање кугле | 19,66 НР     | 18,97         | 16            |            |            | Нису се квалификовали | 16 / 23      |        |

### Жене
| Атлетичарка  | Дисциплина   | Лични рекорд | Квалификације | Квалификације | Финале                | Финале       | Детаљи |
| Атлетичарка  | Дисциплина   | Лични рекорд | Резултат      | Место         | Резултат              | Место        | Детаљи |
| ------------ | ------------ | ------------ | ------------- | ------------- | --------------------- | ------------ | ------ |
| Лејла Раџаби | Бацање кугле | 17,60 НР     | 17,29         | 12            | Није се квалификовала | 12 / 28 (31) |        |